# Narelle Hill
Narelle Mary Hill (Canberra, 27 de octubre de 1969) es una deportista australiana que compitió en judo. Ganó seis medallas en el Campeonato de Oceanía de Judo entre los años 1990 y 1996.

## Palmarés internacional
| Campeonato de Oceanía | Campeonato de Oceanía      | Campeonato de Oceanía | Campeonato de Oceanía |
| Año                   | Lugar                      | Medalla               | Categoría             |
| --------------------- | -------------------------- | --------------------- | --------------------- |
| 1990                  | Papeete (Francia)          | Medalla de oro        | –66 kg                |
| 1990                  | Papeete (Francia)          | Medalla de plata      | Abierta               |
| 1992                  | Wellington (Nueva Zelanda) | Medalla de plata      | –66 kg                |
| 1992                  | Wellington (Nueva Zelanda) | Medalla de plata      | Abierta               |
| 1994                  | Sídney (Australia)         | Medalla de oro        | –56 kg                |
| 1996                  | Wellington (Nueva Zelanda) | Medalla de oro        | –56 kg                |